# Jean Dufournet
Jean Dufournet  (* 13. März 1933 in Thônes; † 5. Mai 2012 in Férolles-Attilly) war ein französischer Romanist und Mediävist.

## Leben und Werk
Dufournet, der in den französischen Hochalpen aufwuchs, besuchte das Lycée du Parc in Lyon und bestand 1957 die Agrégation im Fach Grammaire. Er unterrichtete in Arras und Rabat und war von 1960 bis 1964 Assistent an der Universität Clermont-Ferrand. Ab 1964 lehrte er an der Universität Montpellier. Er habilitierte sich mit den Schriften La destruction des mythes dans les mémoires de Philippe de Commynes (Genf, Droz, 1966) und  Introduction aux Mémoires de Philippe de Commynes und war von 1967 bis 1970 Professor in Montpellier. Von 1970 bis zu seiner Emeritierung 1994 lehrte er als Professor für französische Literatur des Mittelalters an der Universität Paris III (zeitweise auch als Vizepräsident). Dufournet war Mitglied der Finnischen Akademie der Wissenschaften (1995) und der Académie royale des Sciences, des Lettres et des Beaux-Arts de Belgique (1998), sowie Ehrendoktor der Eötvös-Loránd-Universität in Budapest (1985). Er gab ab 1974 die Zeitschrift Revue des langues romanes heraus und war Mitherausgeber der Zeitschrift Moyen Age, ferner Herausgeber mehrerer Reihenpublikationen (im Verlag Champion), sowie Herausgeber und Übersetzer zahlreicher Texte des Mittelalters.

## Werke

### Commynes
- La destruction des mythes dans les mémoires de Philippe de Commynes, Genf, Droz, 1966.
- La Vie de Philippe de Commynes, Paris, SEDES, 1969.
- Études sur Philippe de Commynes, Paris, Champion, 1975.
- Sur Philippe de Commynes. Quatre Études, Paris, SEDES, 1982.
- Philippe de Commynes. Un historien à l’aube des temps modernes, Brüssel, De Boeck, 1994 (Vorwort von André Joris, *1923).
- (Hrsg.) Philippe de Commynes, Mémoires sur Charles VIII et l'Italie. Livres VII et VIII, Paris, Flammarion, 2001 (Garnier-Flammarion 1093).
- (Hrsg.) Philippe de Commynes, Mémoires, 2 Bde., Paris, Flammarion, 2007 (Garnier-Flammarion 1220–1221).
- Commynes en ses "Mémoires", Paris, Champion, 2011.

### Weitere Werke
- Villon et sa fortune littéraire, Bordeaux, Ducros, 1970.
- Adam de la Halle à la recherche de lui-même ou Le jeu dramatique de la feuillée, suivi de Sur "Le jeu de la feuillée". Quatre études complémentaires, Paris 1974; Paris, Champion, 2008.
- Nouvelles recherches sur Villon, Paris, Champion, 1980.
- Villon. Ambiguïté et carnaval, Paris, Champion, 1992.
- Du "Roman de Renart" à Rutebeuf, Caen, Paradigme, 1993 (Vorwort von Roger Dragonetti).
- (Hrsg.) "Si a parlé par moult ruiste vertu". Mélanges de littérature médiévale offerts à Jean Subrenat (* 1939), Paris, Champion, 2000.
- L'univers de Rutebeuf, Orléans, Paradigme, 2005 (Vorwort von Roger Dragonetti).
- Le "Roman de Renart", entre réécriture et innovation, Orléans, Paradigme, 2007.
- Le théâtre arrageois au XIIIe siècle, Orléans, Paradigme, 2008.
- Dernières recherches sur Villon, Paris, Champion, 2008.
- "Ravy me treuve en mon deduire". Etudes, hrsg. von Luca Pierdominici und Elisabeth Gaucher-Rémond, Fano, Aras, 2011.
- Die "Très riches heures" von Jean, Duc de Berry, Köln, Parkland, 2003 (französisch, Paris 1995).